# Panzerkreuzer Potemkin
Panzerkreuzer Potemkin (russischer Originaltitel Броненосец Потёмкин Bronenossez Potjomkin; [pʌtˈjɔmkin]) ist ein Stummfilm des Regisseurs Sergei Eisenstein aus dem Jahr 1925. Er wurde am 21. Dezember 1925 im Moskauer Bolschoi-Theater als offizieller Jubiläumsfilm zur Feier der Revolution des Jahres 1905 uraufgeführt.
Als Propagandafilm sollte Panzerkreuzer Potemkin starke emotionale Reaktionen im Sinne der sowjetischen Massenideologien hervorrufen. Er geht aber in Form und Inhalt über simple Propaganda weit hinaus und wurde mehrfach als einer der einflussreichsten und besten Filme aller Zeiten ausgezeichnet.

## Handlung

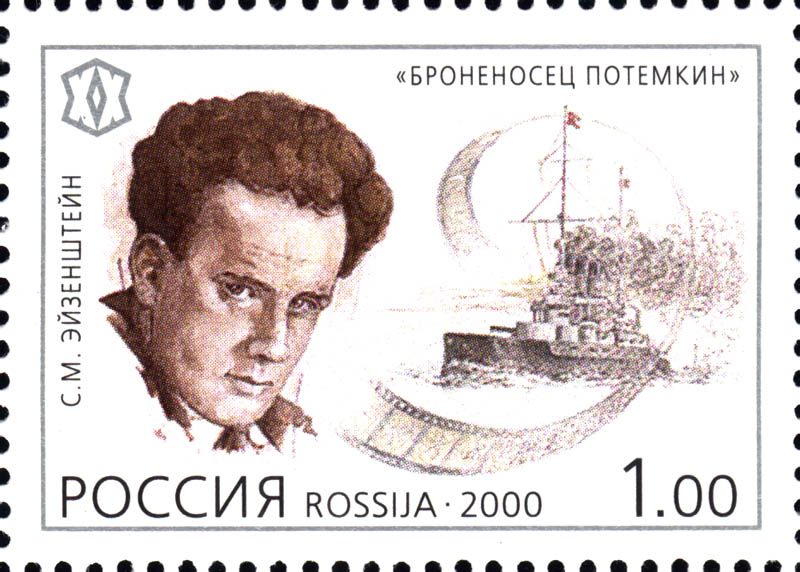
Sergei Eisenstein und sein Film Panzerkreuzer Potemkin (Russische Briefmarke, 2000)

Die Handlung lehnt sich sehr frei an die tatsächlichen Ereignisse des russischen Revolutionsjahres 1905 an, die Meuterei der Besatzung des russischen Kriegsschiffs Knjas Potjomkin Tawritscheski gegen ihre zaristischen Offiziere. Die Bezugnahme auf eine gescheiterte Revolution in einem Propagandafilm ist schlüssig, wenn man die leninistische Revolutionstheorie berücksichtigt: Der aufbegehrenden Masse fehlten demnach die für das Gelingen notwendigen Berufsrevolutionäre und die Kaderpartei, als die sich später die Bolschewiki erweisen würden. Die Figur des Wakulintschuk wird zu früh getötet und gerät eher zufällig in die revolutionäre Situation, als dass sie diese Rolle übernehmen könnte.
Sergei Eisenstein selbst beschreibt sein Werk als eine tragische Komposition in ihrer kanonischsten Form – eine Tragödie in fünf Akten. Entsprechend werden in diesem Werk auch fünf aufeinander folgende Akte durch Zwischenüberschriften klar unterschieden:
1. Der Beginn
Die Matrosen der Potemkin sollen faules Fleisch zu essen bekommen. Es kommt zu Unmut; sie weigern sich, die Suppe anzurühren.
2. Der Aufstand
Der Kapitän beschließt, ein Exempel zu statuieren und einige Matrosen erschießen zu lassen. Nachdem sich die Wache mit den Matrosen solidarisiert hat, kommt es zum Aufstand und die Matrosen übernehmen das Schiff. Einer der Anführer, Wakulintschuk, wird dabei getötet.
3. Trauer
Wakulintschuks Leiche wird in Odessa in einem Zelt auf der Hafenmole aufgebahrt; die Bewohner der Stadt trauern um ihn und solidarisieren sich mit den Matrosen. Sie schenken ihnen Lebensmittel.
4. Die Hafentreppe von Odessa
Die zaristische Armee fängt an, auf die Menschenmenge auf der Treppe zu schießen. Es bricht Panik aus, die Menschen beginnen zu fliehen; dabei gibt es viele Tote und Verletzte.
5. Die Begegnung mit der Flotte
Die Matrosen beschießen das Theater von Odessa, in dem das örtliche regierungstreue Militär untergebracht ist, um die Bevölkerung zu unterstützen. Anschließend beraten sie, ob sie zum Zweck der weiteren Hilfe landen sollen. Da jedoch bereits ein zaristisches Admiralsgeschwader gegen sie unterwegs ist, beschließen sie, sich dem Kampf gegen dieses zu stellen. Doch beim Aufeinandertreffen der Schiffe kommt es zur Verbrüderung zwischen den Matrosen der Potemkin und denen des Admiralsgeschwaders und die Potemkin kann aufs offene Meer fahren.

## Stil
Im Prinzip gibt es keine stringente, durchkomponierte Handlung, was aber im Wesentlichen den filmtheoretischen Ansätzen und Ansichten Eisensteins und allgemein denen des Kinos der 1920er Jahre entspricht. Der Filmtheoretiker Siegfried Kracauer bemerkt, dass Eisensteins Bezeichnung des Werkes als Tragödie irreführend und frühere Bezeichnungen als Chronik oder Wochenschau weit zutreffender sind.
Die Handlung in Panzerkreuzer Potemkin tritt hinter dem Ansatz der Attraktionsmontage Eisensteins zurück. Eisenstein geht es darum, durch Montage den Zuschauer in Hinblick auf eine bestimmte ideologische Schlussfolgerung zu „bearbeiten“, emotionale Affektreaktionen hervorzurufen. Wie der Medienwissenschaftler Wolfgang Beilenhoff bemerkt, sei der Film im Kontext der sowjetischen Massenutopien entstanden und konstruiert eine auf Gleichheit basierende Menschenmasse. In der berühmten Treppenszene wird diese gewaltsam dekonstruiert. Hierbei soll Mitleid erzeugt und Affekt beim Zuschauer hervorgerufen werden.
Dementsprechend schematisch sind die Akteure der Handlung gezeichnet. Es dominieren Typen (Matrose, Offizier, Bettler, Aristokrat, Bürger, Mutter) statt individualisierter Personen. Nur der erste Anführer und zugleich erste Märtyrer der Meuterei (Wakulintschuk) wird individuell gezeichnet.
Eisenstein testete in diesem Film, der absichtlich im Stil kommunistischer Propaganda gehalten ist, seine Theorien der Filmmontage, wobei die Praxis in die Theoriebildung zurückwirkte. In der extremen, bis ins kleinste Detail gehenden Durchdringung von Form und Inhalt geht der Film letztlich über simple Propaganda hinaus. Die frühen russischen Filmemacher der Kuleschow-Schule experimentierten mit der Wirkung von Filmen auf das Publikum. Eisenstein schnitt den Film in der Weise, dass eine möglichst starke emotionale Reaktion hervorgerufen werden sollte. Ziel war es, Sympathie für die rebellischen Matrosen und Antipathie gegenüber den tyrannischen Vorgesetzten zu erregen. Die Handlung ist einfach gehalten, um dem Publikum klar vor Augen zu führen, mit welchen Handlungsträgern es sympathisieren soll.

## Rezeption

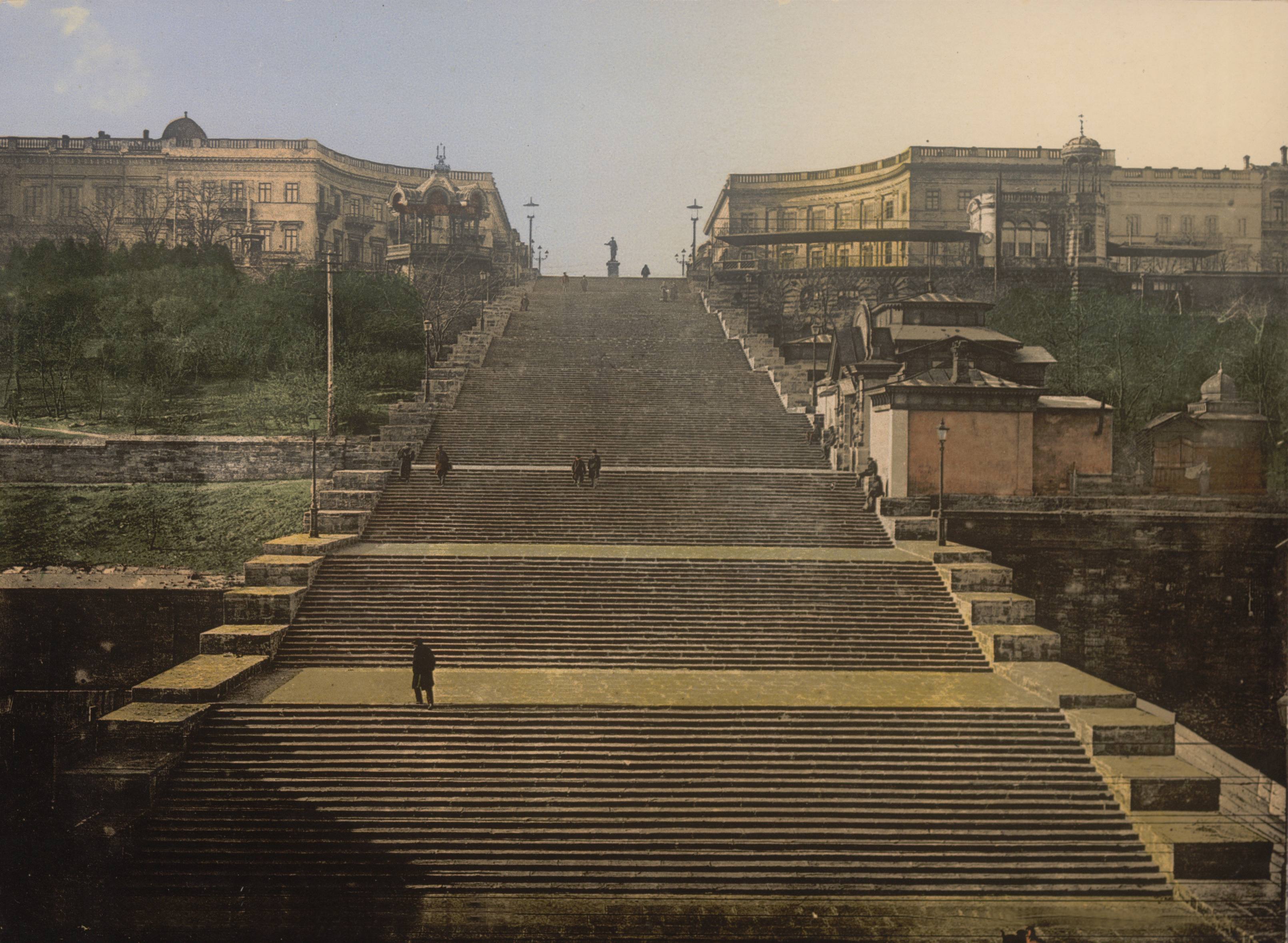
Potemkinsche Treppe in Odessa, um 1900

Eisensteins Film war ein großer Erfolg. Panzerkreuzer Potemkin fand beim russischen Publikum großen Anklang und wurde an ausgewählten Orten weltweit vorgeführt, wo das Publikum ebenfalls positiv reagierte. Im Stil von Propaganda gehalten, wurde der Film begeistert aufgenommen und machte Eisenstein als Regisseur weltbekannt.
Die bekannteste Szene ist das Massaker auf der Treppe zum Hafen von Odessa: Zaristische Soldaten marschieren in rhythmischem Schritt eine endlos lang erscheinende Treppe hinunter, während sie in eine Menschenmenge feuern, die auf der Treppe nach unten zu fliehen versucht. Dabei entgleitet einer verletzten Kinderschwester der Kinderwagen und trudelt hinunter, ohne aufgehalten zu werden.
Diese Szene wurde später vielfach in Filmen imitiert und parodiert. Eine der berühmtesten Hommagen findet sich in Brian De Palmas Version von The Untouchables – Die Unbestechlichen (1987). Die nackte Kanone 33⅓ greift die Treppenszene in parodierender und übersteigerter Weise auf. Auch Woody Allen spielt auf diese Szene in seinem Film Bananas an; ebenso Terry Gilliam in Brazil, wo der Kinderwagen durch einen Bodenreiniger mit Schläuchen ersetzt wird. Auch Anno Saul parodiert die Szene in seiner Komödie Kebab Connection.
Originalszenen des Massakers auf der Treppe wurden für das Video zum Song Intervention (2007) der Indie-Band Arcade Fire benutzt. Schließlich fand sie Eingang in die von Frank Castorf verantwortete Inszenierung von Wagners Tetralogie Der Ring des Nibelungen bei den Bayreuther Festspielen 2013, wo in der Götterdämmerung ein mit einem Kartoffelsack beladener Kinderwagen über eine lange Treppe hinunterfährt. Obwohl die Szene in dieser Form fiktiv ist, machte sie die Potemkinsche Treppe von Odessa berühmt.
Hans Richter (1888–1976) der deutsche Maler, Kunstschriftsteller und Filmkünstler schrieb 1925 in: Köpfe und Hinterköpfe, Zürich 1967, S. 111:
»Ich wohnte der Premiere von ›Potemkin‹ in der ›Alhambra‹ am Kurfürstendamm, einem der elegantesten Berliner Theater, bei. Etwas Ähnliches habe ich weder vorher noch nachher jemals im Kino erlebt. Die deutsche Zensur wollte den Film verbieten. Aber da das überall verfemte Deutschland der Nachkriegszeit mit der Sowjetunion gerade erst einen Handelsvertrag abgeschlossen hatte, ließ man fünf gerade sein und den Film durch. Allerdings hatte man zur Bewachung dieses verdächtigen Werks doch einige Dutzend Polizisten in voller Uniform über das Theater (zur Abschreckung) verteilt. Es entwickelte sich aber ganz anders als vorausgesehen. Schon nach den ersten zwanzig Minuten waren die Gemüter der Berliner (nach einer verlorenen Revolution, einer gewonnenen Inflation, nach Märschen und Putschen) in Siedehitze geraten. Das war ja ihre eigene, allerdings verpfuschte Revolution, die sie da sahen. Dieses madige Fleisch, das war ja ihre Kriegsnahrung, diese Kosaken, das waren ja ihre Reichswehr […]«
1957 malte Francis Bacon sein Bild Study for the Nurse in the Battleship Potemkin, das im Frankfurter Städel hängt. Er war vom Schrei der Kinderschwester auf der Treppe, der ins Auge geschossen wird, so beeindruckt, dass er ihn zu seinem berühmten Gemälde Papst Innozenz X. inspirierte.
Panzerkreuzer Potemkin wurde als einer der einflussreichsten Filme aller Zeiten bezeichnet und mehrfach, unter anderem in den 1950er Jahren vom britischen Kinomagazin Sight & Sound und 1958 auf der Weltausstellung in Brüssel, zum „besten Film aller Zeiten“ gekürt.
2003 erstellte die Bundeszentrale für politische Bildung in Zusammenarbeit mit zahlreichen Filmschaffenden einen Filmkanon für die Arbeit an Schulen und nahm diesen Film in ihre Liste mit auf.

## Kritik
„Mir wird der Atem und der Platz zu knapp, von allen wundervollen Einzelheiten des Films zu berichten, der beispiellos ist in der stummen Beredsamkeit und Gefühlsdichte seiner Bilder, in der Sachlichkeit seiner Phantastik.“
Alfred Polgar

„Eine bis dahin unbekannte Rhythmik und Dynamik des Schnitts macht den Revolutionsfilm zu einem besonders eindringlichen Werk, das die Herrschenden und Beherrschten polemisch kontrastiert und den Zuschauer über den Weg der Emotionen zu politischen Erkenntnissen führen will. Nicht nur filmhistorisch, sondern auch als Lehrstück für filmische Agitation interessant.“

## Musik
Die erste eigene Filmmusik wurde von Edmund Meisel 1926 für die deutsche Fassung komponiert. Der Film war zuvor ohne Originalmusik, nur mit Zusammenstellungen aus Werken klassischer Komponisten wie Beethoven und Tschaikowski, aufgeführt worden. Eisenstein wünschte sich, dass jede Generation ihre eigene Musik zu seinem Film komponieren sollte.
1930 stellte Meisel eine komplette Tonfassung für den Film her, die auch Geräusche und knappe Dialoge enthält. Die gesamte Komposition wurde auf fünf Nadeltonplatten aufgenommen und im Kino synchron zum Film abgespielt. Die obligatorischen Zwischentitel des Films konnten damit entfallen.
1950 komponierte Nikolai Krjukow die Musik für eine Neufassung des Films. 1976 wurden für eine in der Sowjetunion restaurierte Fassung, die „Jubiläumsfassung“, Ausschnitte aus Sinfonien von Schostakowitsch verwendet. Im Jahr 1985 schrieb der amerikanische Komponist Chris Jarrett eine Klavierbegleitung zum Film für seine Live-Auftritte. Mit einer neueren Version davon tourt er noch heute.
1985 wurde Mark-Andreas Schlingensiepen beauftragt, für die Junge Deutsche Philharmonie eine Orchesterfassung der Originalmusik Edmund Meisels zu verfassen, da das Original im Wesentlichen in Form eines Klavierauszugs überliefert war. Gleichzeitig wurde auf der Grundlage dieses Klavierauszuges eine Rekonstruktion des filmischen Ablaufs durch Enno Patalas vom Filmmuseum München vorgenommen. Diese Neufassung des Films und der Musik hatte Premiere in der Eröffnungswoche der Kölner Philharmonie und wurde anschließend auch im Gasteig in München und in der Alten Oper in Frankfurt gespielt. Das italienische Fernsehen der Schweiz (RTSI) produzierte eine Fernsehfassung unter der Leitung von Schlingensiepen. Auszüge der Tonaufnahme wurden beim Label edel veröffentlicht und später mit dem Preis der deutschen Schallplattenkritik (Vierteljahresliste) ausgezeichnet.
Im Jahr 2004 vertonten die Pet Shop Boys den Film mit den Dresdner Sinfonikern neu; produziert wurde dies von Sven Helbig. Torsten Rasch orchestrierte die Musik. Bisher ist diese Version in London, Segovia, Frankfurt, Bonn, Berlin, Hamburg und Dresden live aufgeführt worden. Der Soundtrack erschien 2005 unter dem Titel Battleship Potemkin. Im Jahr 2017 vertonte Edison Studio den Film für Cineteca di Bologna Potemkin DVD.

## Zensur in Deutschland
Der Film sollte 1926 in die deutschen Kinos kommen. Die Verleihfirma Prometheus Film veränderte ihn jedoch schon vor der Zensurvorlage durch Kürzungen und Veränderungen der Zwischentitel, um eventuellen Auflagen zuvorzukommen. Auf Betreiben von Justiz- und Reichswehrministerium wurden danach alle Szenen, in denen Offiziere von aufständischen Matrosen über Bord geworfen werden, herausgeschnitten. Auch zu den Szenen an und auf der Odessaer Treppe gab es detaillierte Anordnungen, die bezweckten, dass Tote oder Sterbende sowie Beine von Menschen, die über Verletzte steigen, nicht zu sehen waren. Selbst der gesamte Szenenkomplex mit dem Kinderwagen fehlt in dieser Fassung. Zeitweise war die Aufführung des Films, der bis Juli 1926 in vielen Städten Preußens mit großem Erfolg gelaufen war, gänzlich verboten. So gab im Sommer 1926 das Stuttgarter Polizeipräsidium bekannt, die Aufführung zu verbieten, weil auch die „vorgenommenen Änderungen seine aufreizenden und den Staat sowie die öffentliche Ordnung und Sicherheit gefährdenden Wirkungen nicht verringert haben“. Seine Anhänger – darunter Lion Feuchtwanger, Klabund, Max Liebermann, Heinrich Zille, Leopold Jessner, Alfred Kerr, Hans J. Rehfisch und Johannes R. Becher – erreichten durch publizistische Aktionen und Demonstrationen die Aufhebung des Verbotes, allerdings um den Preis weiterer Kürzungen und Änderungen des Wortlauts der Zwischentitel. Am 2. Oktober 1926 gab die Filmprüfstelle den Film in stark zensierter Form und mit einem Jugendverbot zur Aufführung frei.
Herbert Ihering kritisierte im Berliner Börsen-Courier die entstellende Wirkung dieser Kürzungen:

„Sie marschieren noch die Treppe hinunter. Aber schießen sie noch? Man kann es kaum sehen. Fällt jemand? Schon ist es vorüber. […] Es ist das beste Zeugnis für den Wert des Films und den Unwert der Bearbeitung, daß mit der Vernichtung der menschlichen Gesinnung auch die künstlerische Wirkung dahin ist.“

## Trivia
- Der deutsche Titel Panzerkreuzer Potemkin ist genau genommen ein Übersetzungsfehler. Aus der Originalbezeichnung Bronenossez Potjomkin sowie aus den technischen Parametern geht hervor, dass die Knjas Potjomkin Tawritscheski ein Linienschiff (Schlachtschiff) war. Der russische Terminus Eskadrenny Bronenossez bedeutet sachgemäß übersetzt ‚Geschwaderpanzerschiff‘. In Russland war dies bis 1907 die offizielle Bezeichnung eines Linienschiffes, das nach 1907 als Lineiny Korabl (Linienschiff) bezeichnet wurde. Demnach hätte Bronenossez Potjomkin als ‚Gepanzertes Schiff Potjomkin‘ oder vielleicht ‚Panzerschiff Potjomkin‘ übersetzt werden müssen. Für die Bezeichnung ‚Panzerkreuzer‘ galt in Russland der Terminus Bronenosny Kreiser.[13]
- Da das eigentliche Schiff Knjaz Potjomkin 1923–25 abgewrackt worden war, fanden die Dreharbeiten auf dem abgetakelten Barbettschiff Dwenadzat Apostolow, das 1925 als Depotschiff für Minen diente, sowie auf dem Kreuzer Komintern statt.[14] Die am Ende des Films stehende Konfrontation des Schiffes mit einem kaisertreuen Geschwader (elf Schiffe – fünf Schlachtschiffe und sechs Zerstörer) ist eine Fiktion. Die 1905 im Schwarzen Meer befindlichen russischen Schiffe waren veraltet und hätten es nie ernsthaft auf einen Kampf mit der Potjomkin ankommen lassen können.
- Ein Filmplakat für das deutschsprachige Publikum wurde 1966 vom Grafiker Hans Hillmann entworfen. Es zeigt die piktogrammartig stilisierten Silhouetten zweier Geschützrohre eines Panzerkreuzers. Aufgrund seiner formalen Reduziertheit und grafischen Prägnanz zählt der Schwarzweiß-Entwurf Hillmanns zu den bekanntesten Filmplakaten.[15]
- Eine detaillierte Beschreibung des gesamten Films – der dort allerdings den Titel Panzerkreuzer Orlow trägt – findet sich in Lion Feuchtwangers Roman Erfolg. Hier wird die starke Wirkung auf das Publikum dargestellt.
- In dem Film Das Casanova-Projekt mit Alfred Edel wird ausführlich und kontrovers über das Aussehen der Treppe in dem Film von Eisenstein diskutiert („Panzerkreuzer haben keine Treppen!“).[16]

## Restaurierte Fassung
Auf der 55. Berlinale 2005 wurde eine restaurierte, ungekürzte Version aufgeführt (Berliner Fassung) mit einer Länge von 1388 m bzw. 70 Minuten bei 18 Bildern/Sekunde. Die Rekonstruktion 2005 wurde von Enno Patalas in Zusammenarbeit mit Anna Bohn verantwortet. Sie enthält unter anderem eine längere Fassung des Massakers auf den Treppen von Odessa, 133 Zwischentitel in originaler grafischer Gestaltung und 13 textgetreu rekonstruierte, darunter das Motto von Leo Trotzki, das der Zensur zum Opfer gefallen war. Dem Aufstand der Matrosen hatte Eisenstein ein Motto vorangestellt, das Leo Trotzkis Werk Russland in der Revolution (Dresden, 1909) entnommen war: „Der Geist des Aufruhrs schwebte über dem russischen Lande. Irgend ein gewaltiger und geheimnisvoller Prozeß vollzog sich in zahllosen Herzen; es lösten sich die Bande der Furcht, die Individualität, die eben erst sich selbst erkannt hatte, ging in der Masse und die Masse in dem großen Elan auf.“ Das Motto ist in englischer Sprache in einer ca. 1929 datierenden Nitro-Kopie der London Film Society überliefert; Anna Bohn fand bei Archivrecherchen in Moskau den Beleg des Trotzki-Mottos in russischer Sprache in dem Typoskript eines Filmprotokolls von Ippolit Sokolov. Das Typoskript diente als Grundlage für den rekonstruierten Zwischentitel. Für diese Fassung des Films wurde Edmund Meisels Musik von Helmut Imig mit dramaturgischer Beratung von Lothar Prox neu bearbeitet. Es spielte das Deutsche Filmorchester Babelsberg unter der Leitung von Helmut Imig. Diese Fassung wurde am 27. Januar 2008 auch in der Lichtburg Essen gezeigt. Bis heute wurde sie wiederholt aufgeführt, z. B. im Kino Babylon in Berlin.
Im Januar 2009 war sie im Rahmen „60 Jahre Klubhauskonzerte“ unter Mitwirkung des Tschaikowsky Sinfonieorchester Moskau in sechs Schweizer Städten (Bern, Basel, Luzern, Genf, St. Gallen und Zürich) zu sehen. Eingeleitet wurde der Film mit der 11. Sinfonie Schostakowitschs, die sich kritisch mit der revolutionären Geschichte Russlands auseinandersetzt, dirigiert von Wladimir Fedossejew. Der Film wurde nicht mit Meisels Original-Begleitmusik untermalt, sondern mit Auszügen aus der 4. und 11. Sinfonie von Schostakowitsch, arrangiert von Armin Brunner und dirigiert von Frank Strobel.
Bei Transit Classics ist 2007 die „weltweit beste Fassung“ mit der Musik von Edmund Meisel erschienen unter Beigabe von Bonusmaterial. In den USA brachte Kino International die rekonstruierte Fassung 2007 auf DVD heraus. Vom Time Magazine wurde die DVD zu Nr. 5 der 10 Top Ten DVDs des Jahres 2007 gekürt.

## Unterschiede zwischen der DEFA- und der rekonstruierten Fassung
Bei der in Deutschland verfügbaren 63-minütigen DEFA-Fassung von 1949 liegen über 130 dokumentierte Abweichungen im Vergleich zur 2005 rekonstruierten Originalversion vor, teils relevante Kürzungen um drastische Szenen auf der Treppe von Odessa und der Meuterei auf dem Schiff. Die Musik stammte von Nikolai Krjukow, die Kino-Uraufführung war am 17. November 1950.